# Levantamento de peso nos Jogos Pan-Americanos de 2015 - Até 62 kg masculino
A categoria até 62 kg masculino do levantamento de peso nos Jogos Pan-Americanos de 2015 foi disputada em 11 de julho  no Centro Esportivo Oshawa, em Oshawa.

## Calendário
Horário local (UTC-4).
| Data        | Horário | Fase  |
| ----------- | ------- | ----- |
| 11 de julho | 19:00   | Final |

## Medalhistas
| Ouro   | COL Óscar Figueroa     |
| Prata  | COL Francisco Mosquera |
| Bronze | VEN Jesus Lopez        |

## Recordes
Recordes mundial e pan-americano antes da disputa dos Jogos Pan-Americanos de 2015.
| Recorde mundial       | Arranque  | PRK Kim Un-Guk     | 154 kg | Incheon, Coreia do Sul              | 21 de setembro de 2014 |
| Recorde mundial       | Arremesso | CHN Le Maosheng    | 182 kg | Busan, Coreia do Sul                | 2 de outubro de 2002   |
| Recorde mundial       | Total     | PRK Kim Un-Guk     | 332 kg | Incheon, Coreia do Sul              | 21 de setembro de 2014 |
| Recorde Pan-Americano | Arranque  | COL Diego Salazar  | 140 kg | Santo Domingo, República Dominicana | 12 de agosto de 2003   |
| Recorde Pan-Americano | Arremesso | CUB Óscar Figueroa | 175 kg | Guadalajara, México                 | 23 de outubro de 2011  |
| Recorde Pan-Americano | Total     | CUB Óscar Figueroa | 312 kg | Guadalajara, México                 | 23 de outubro de 2011  |

## Resultado
| Pos.              | Halterofilista         | Nacionalidade   | Grupo | Peso Atleta (kg) | Arranque (kg) | Arremesso (kg) | Total (Kg) |
| ----------------- | ---------------------- | --------------- | ----- | ---------------- | ------------- | -------------- | ---------- |
| Medalha de ouro   | Óscar Figueroa         | COL Colômbia    | A     | 61.99            | 135           | 175            | 310        |
| Medalha de prata  | Francisco Mosquera     | COL Colômbia    | A     | 61.66            | 135           | 170            | 305        |
| Medalha de bronze | Jesus Lopez            | VEN Venezuela   | A     | 62.00            | 125           | 158            | 283        |
| 4                 | Julio Salamanca Pineda | ESA El Salvador | A     | 61.30            | 120           | 155            | 275        |
| 5                 | Antonio Vazquez        | MEX México      | A     | 61.89            | 120           | 155            | 275        |

Legenda
| Recorde mundial                  | Recorde mundial (World record)               |                       | Recorde africano                      | Recorde africano (African) |                                           | Q | Classificado por posição (Qualified) |
| Recorde dos Jogos Pan-Americanos | Recorde pan-americano (Pan-American record)  | Recorde da América    | Recorde da América (Americas)         | q                          | Classificado por melhor tempo (Qualified) |   |                                      |
| Melhor marca do ano              | Melhor marca do ano (World leading)          | Recorde asiático      | Recorde asiático (Asian)              | DNS                        | Não largou (Did not start)                |   |                                      |
| Recorde nacional                 | Recorde nacional (National record)           | Recorde europeu       | Recorde europeu (European)            | DNF                        | Não terminou (Did not finish)             |   |                                      |
| Recorde pessoal                  | Recorde pessoal do atleta (Personal best)    | Recorde da Oceania    | Recorde da Oceania (Oceania)          | DSQ / DQ                   | Desclassificado (Disqualified)            |   |                                      |
| Recorde da temporada             | Recorde da temporada do atleta (Season best) | Recorde sul-americano | Recorde sul-americano (South America) | NM                         | Sem marca (No mark)                       |   |                                      |